# Serdar Aziz
Serdar Aziz (* 23. října 1990 Bursa) je turecký profesionální fotbalista, který hraje na pozici středního obránce za turecký klub Fenerbahçe SK a za turecký národní tým.

## Klubová kariéra
Aziz je odchovanec Bursasporu, s nímž se stal jednou mistrem Turecka (2009/10). Od srpna 2007 do ledna 2008 hostoval v Merinossporu.

## Reprezentační kariéra
Serdar Aziz nastupoval za turecké mládežnické výběry od kategorie do 16 let.
V A-týmu Turecka debutoval 16. 11. 2014 v kvalifikačním utkání v Istanbulu proti Kazachstánu, vstřelil v něm třetí gól Turecka (výhra 3:1).

### Reprezentační góly
Góly Serdara Azize v A-týmu turecké reprezentace
| Gól                  | Datum        | Stadion                      | Soupeř     | Skóre (min.) | Výsledek | Soutěž                   |
| -------------------- | ------------ | ---------------------------- | ---------- | ------------ | -------- | ------------------------ |
| 010                  | 16. 11. 2014 | Türk Telekom Arena, Istanbul | Kazachstán | 03:0 00(83.) | 3:1      | kvalifikace na EURO 2016 |
| Platí k 17. 11. 2014 |              |                              |            |              |          |                          |